# Günindiyaylası, Kağızman
Günindiyaylası là một xã thuộc huyện Kağızman, tỉnh Kars, Thổ Nhĩ Kỳ. Dân số thời điểm năm 2010 là 67 người.